# Heráldica socialista

Emblema de la Unión Soviética, el primero en definir las reglas y características de la heráldica socialista.

El término heráldica socialista se refiere al estilo utilizado por los estados socialistas en el diseño de sus insignias nacionales. Aunque a menudo se les llama escudo de armas, la mayoría de estos símbolos no son técnicamente blasones en el sentido estricto, ya que carecen de elementos esenciales heráldicos de acuerdo al diseño tradicional europeo. La sustitución del blasón como elemento central, por un campo escénico o de fondo rojo, representa una innovación que rompe con las normas heráldicas medievales, notablemente aristocráticas. Incluso con el fin del socialismo histórico, muchas naciones de la antigua Unión Soviética o bajo la influencia de la misma, diseñaron sus armas nacionales manteniendo el lineamiento general de esta nueva heráldica.

## Orígenes
La Unión Soviética, nacida después de la revolución de 1917, necesitaba de elementos tales como escudos de armas, banderas y sellos, pero no estaba dispuesta a utilizar los antiguos símbolos heráldicos que se derivaban de la era feudal, que se asociaron con el antiguo régimen.
De este modo un nuevo estilo fue inventado, centrado en los ideales del comunismo: una sociedad próspera a cargo de los trabajadores. Este estilo fue seguido por otros estados socialistas y comunistas en el mundo.

## Características

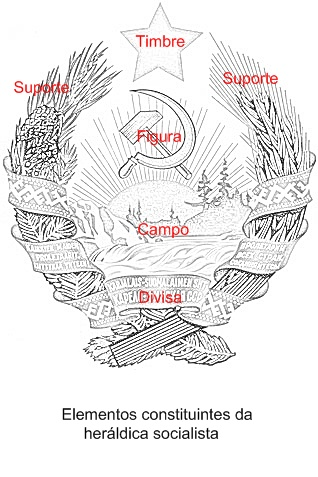
Elementos propios de la heráldica socialista.

Los elementos básicos de la heráldica constituyentes socialistas son: guirnaldas ovales o circulares de los productos agrícolas como soporte, la estrella roja como timbre, cintas rojas entrelazadas con las guirnaldas como divisas, y los paisajes naturales o industriales como blasón, en su mayoría con el sol en el fondo y la hoz y el martillo como figuras centrales del mismo. Estos nuevos elementos inauguraron una nueva concepción heráldico, rompiendo con la teoría tradicional heráldica tildada por los comunistas como llena de elementos medievales y burgueses, que son antagónicas a las aspiraciones que ellos atribuyen al proletariado.
La heráldica socialista por lo general hace uso de los elementos siguientes, pero no necesariamente son comunistas por naturaleza. A menudo son incorporados en las banderas, sellos y propaganda de los movimientos comunistas y socialdemócratas y de los sindicatos afines. Incluye los elementos heráldicos:
- Herramientas de trabajo: un ejemplo son la hoz y el martillo, símbolos comunistas por antonomasia, los cuales representan la unión entre obreros y campesinos, aunque también puede haber herramientas tales como picos y azadas. En algunas ocasiones hay herramientas que representan a los intelectuales, como el compás del emblema de la República Democrática Alemana o la pluma en el emblema del Partido de los Trabajadores de Corea.
- La estrella roja (o dorada), quizás el símbolo socialista más común, junto con la hoz y el martillo.
- Soles, ejemplificada en los emblemas de la Unión Soviética y en los emblemas de varias repúblicas yugoslavas.
- Listones de diversos colores o con inscripciones, generalmente trenzados en las guirnaldas de cereales, presentes en casi todos los emblemas nacionales de los estados comunistas históricos.
- Piñones (rueda dentada), ejemplificada en los emblemas de Angola, Laos y la República Popular China.
- Guirnaldas de cereales como trigo, algodón, maíz u otros cultivos, presente en casi todos los emblemas nacionales de los estados comunistas históricos.
- Armas de fuego, a diferencia de las armas blancas de la heráldica medieval, se encuentran armas modernas como el rifle AK-47 en el pabellón de Mozambique.
- Libros abiertos, ejemplificado en los emblemas nacionales de Mozambique, Angola y Afganistán.
- Fábricas o equipo industrial, ejemplificada en los emblemas de Corea del Norte, la República Socialista de Bosnia y Herzegovina, Laos, Camboya y Azerbaiyán.
- Paisajes naturales, ejemplificados en los emblemas de varias repúblicas soviéticas, repúblicas yugoslavas y en el emblema nacional de la República Popular Democrática de Corea.
- Linternas, ejemplificado en el emblema de la República Socialista Federativa de Yugoslavia y la Argelia socialista.
- Espada y escudo, ejemplificada por el emblema de la KGB.
- El color rojo, que predomina en los campos de la heráldica, adoptada por los movimientos revolucionarios desde el siglo XIX.

## Desarrollo
El escudo de la Unión Soviética fue el primer ejemplo de la heráldica socialista. Este estilo fue seguido en varios países, particularmente de Europa Oriental, África y Asia, excepto en Cuba y Polonia, ejemplos notables de estados comunistas que no utilizaron simbología comunista en sus banderas, escudos de armas u otras representaciones gráficas. Estos países optaron por mantener su tradición heráldica con algunas modificaciones, en el caso de Polonia, la eliminación de la corona real que se erguía sobre el águila carolingia, y en el caso de Cuba, con sus armas plenas de elementos republicanos, inspirados en elementos relacionados con la Revolución francesa, se rechazó una reforma de los símbolos nacionales. De la misma manera, Checoslovaquia conservó su escudo con la heráldica tradicional, aunque le agregó una estrella roja en la parte superior, para simbolizar al comunismo.
El estilo socialista influyó incluso en países no socialistas a la hora de elaborar sus emblemas nacionales tras cambios políticos. Tales fueron los casos de Italia tras la proclamación de la república en 1946, con la adopción de un emblema que incluía una rueda dentada, ramas de olivo y roble en el soporte o una estrella de cinco puntas, o de Yibuti tras su independencia en 1977, con un emblema que incluye la estrella roja y ramas de laurel junto a armas tradicionales.
La República Socialista de Rumania creó una nueva tradición heráldica socialista que ha demostrado ser muy polémica. El Comité Estatal de Heráldica combinó temas turísticos, representaciones fotográficas de paisajes y antiguas figuras heráldicas con elementos modernos, como las plataformas de petróleo.
En 1974, Hungría sustituyó los escudos de 83 ciudades por emblemas de tipo socialista. Leones y águilas con siglos de tradición fueron reemplazados por los aplausos de los trabajadores, las familias con los niños y los jóvenes agricultores orgullosos de alcanzar el sol con los puños. Todos estos temas de propaganda fueron coronados por la estrella roja.
Con la desaparición de la Unión Soviética y el régimen socialista en sus países satélites, la heráldica fue reemplazada por antiguos símbolos tradicionales previos al dominio comunista o bien emblemas enteramente nuevos.
Sin embargo, la heráldica socialista sigue siendo fuerte en algunos países, como por ejemplo en la República Popular China y Vietnam. Asimismo, en la República Popular Democrática de Corea es un emblema nacional al más puro estilo socialista. También algunos emblemas nacionales de países del antiguo bloque comunista, como el de Bielorrusia y Macedonia del Norte, son una reminiscencia del socialismo. En África son los emblemas de Angola y Mozambique los que aún mantienen vivo el estilo soviético.
La República de Serbia utilizó el escudo de armas de la República Socialista de Serbia hasta la restauración de los símbolos feudales. Varios estados de la región siguieron esta tendencia.

## Emblemas

### Históricos

#### Unión Soviética

Unión Soviética (1923-1936)
Unión Soviética (1936-1946)
Unión Soviética (1946-1956)
Unión Soviética (1956-1991)

##### Repúblicas soviéticas

Armenia (1922)
Armenia (1937-1991)
Azerbaiyán (1921-1927)
Azerbaiyán (1927-1931)
Azerbaiyán (1931-1937)
Azerbaiyán (1937-1991)
Bielorrusia (1919)
Bielorrusia (1920)
Bielorrusia (1927)
Bielorrusia (1926-1937)
Bielorrusia (1938-1949)
Bielorrusia (1949-1958)
Bielorrusia (1958-1981)
Bielorrusia (1981-1991)
Estonia (1940-1991)
Georgia (1921-1937)
Georgia (1937-1981)
Georgia (1981-1991)
Kazajistán (1939-1978)
Kazajistán (1978-1991)
Kirguistán (1936-1937)
Kirguistán (1937-1991)
Letonia (1919-1920)
Letonia (1940-1991)
Lituania (1940-1991)
Moldavia (1941-1991)
Rusia (1918-1920)
Rusia (1920-1978)
Rusia (1978-1992)
Rusia (1992-1993)
Tayikistán (1936)
Tayikistán (1936-1991)
Turkmenistán (1924-1937)
Turkmenistán (1937-1991)
Ucrania (1918)
Ucrania (1919-1937)
Ucrania (1937-1949)
Ucrania (1949-1991)
Uzbekistán (1929)
Uzbekistán (1929-1937)
Uzbekistán (1937)
Uzbekistán (1937-1991)

##### Repúblicas soviéticas extintas

Bujará (1920-1925)
Carelia (1940-1956)
Lejano Oriente (1920-1922)
Tannu Tuvá (1926-1930)
Tannu Tuvá (1930)
Tannu Tuvá (1930-1933)
Tannu Tuvá (1935-1939)
Tannu Tuvá (1943-1944)
Transcaucasia (1922-1923)
Transcaucasia (1923-1924)
Transcaucasia (1924-1931)
Transcaucasia (1931-1936)

##### Repúblicas soviéticas autónomas

Abjasia (1931-1990)
Ayaria (1921-1990)
Baskiria (1919-1990)
Buriatia (1923-1990)
Carelia (1923-1940, 1956-1990)
Chechenia-Ingusetia (1936-1990)
Chuvasia (1925-1990)
Crimea (1919-1990)
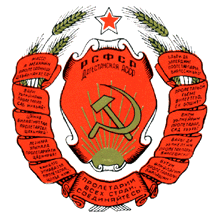
Daguestán (1921-1991)
Kalmukia (1935-1990)
Karakalpakia (1932-1991)
Komi (1936-1990)
Mari (1936-1990)
Mordovia (1934-1990)
Najicheván (1924-1990)
Tartaria (1920-1991)
Udmurtia (1934-1990)
Yakutia (1922-1990)

#### Yugoslavia

Yugoslavia (1943-1946)
Yugoslavia (1946-1963)
Yugoslavia (1963-1992)

##### Repúblicas yugoslavas

Bosnia y Herzegovina (1963-1992)
Croacia (1963-1992)
Eslovenia (1963-1992)
Macedonia (1963-1992)
Montenegro (1963-1992)
Serbia (1963-1992)

#### África

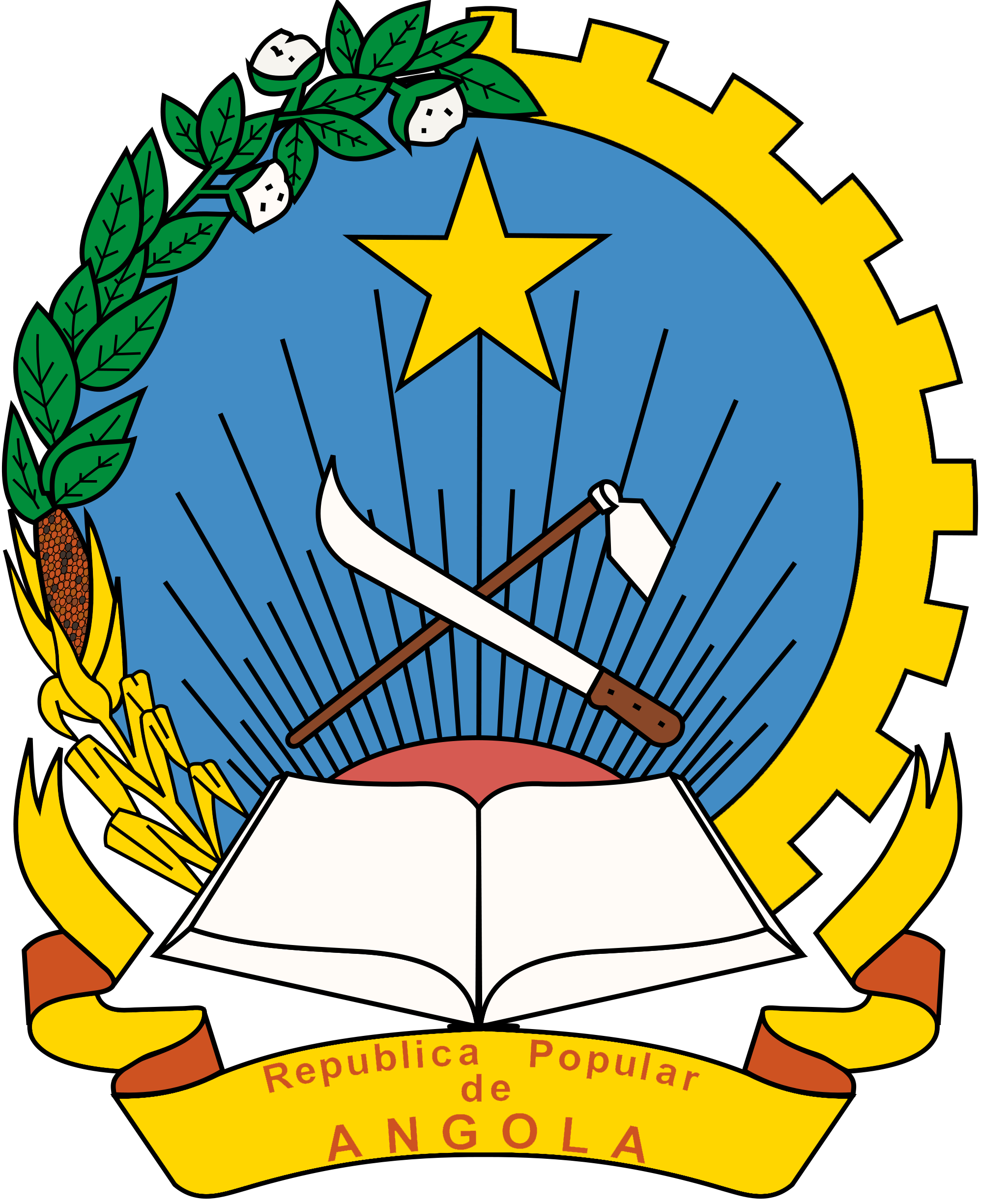
Angola (1975-1992)
Benín (1975-1990)
Burkina Faso (1984-1997)
Cabo Verde (1975-1992)
Congo (1970-1991)
Etiopía (1975-1987)
Etiopía (1987-1991)
Madagascar (1975-1992)
Mozambique (1975-1982)
Mozambique (1982-1990)

#### Asia

Afganistán (1978-1980)
Afganistán (1980-1987)
Afganistán (1987-1992)
China (1931-1937)
Corea del Norte (1948–1993)
Kampuchea (1975-1979)
Kampuchea (1979-1989)
Kampuchea (1989-1991)
Kurdistán iraní (1946-1947)
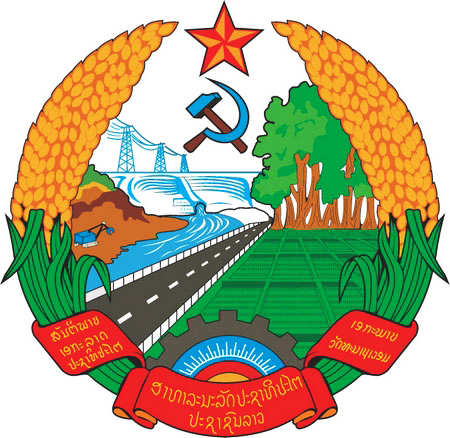
Laos (1975-1992)
Mongolia (1960-1991)

#### Europa

Albania (1946-1991)
Alemania Oriental (1949-1953)
Alemania Oriental (1953-1955)
Alemania Oriental (1955-1990)
Bulgaria (1948-1968)
Bulgaria (1968-1971)
Bulgaria (1971-1990)
Checoslovaquia (1961-1989)
Hungría (1949-1956)
Hungría (1957-1989)
Rumania (1948)
Rumania (1948-1952)
Rumania (1952-1965)
Rumania (1965-1989)

### Actuales

#### Países

Afganistán
Angola
Bielorrusia
China
Corea del Norte
Guinea-Bisáu
Italia
Macedonia del Norte
Laos
Mozambique
Tayikistán
Uzbekistán
Vietnam
Yibuti

#### Países con reconocimiento limitado

Lugansk (Nueva Rusia)
República Árabe Saharaui Democrática
Transnistria

#### Entidades subnacionales

Altái (Rusia)
Bashkortostán (Rusia)
Briansk (Rusia)
Gagauzia (Moldavia)
Janti-Mansi (Rusia)
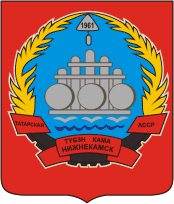
Nizhnekamsk (Rusia)
Mordovia (Rusia)
Volgogrado (Rusia)